# Charly Lownoise & Mental Theo
Charly Lownoise & Mental Theo zijn een Nederlands muziekduo dat bekend is geworden met het produceren van happy-hardcore-platen. Charly Lownoise is de artiestennaam voor Ramon Roelofs en Mental Theo is de artiestennaam voor Theo Nabuurs. Wereldwijd verkochten ze meer dan drie miljoen platen. Het duo produceerde tevens de hardere variant van Happy Hardcore, namelijk Hardcore.

## Geschiedenis

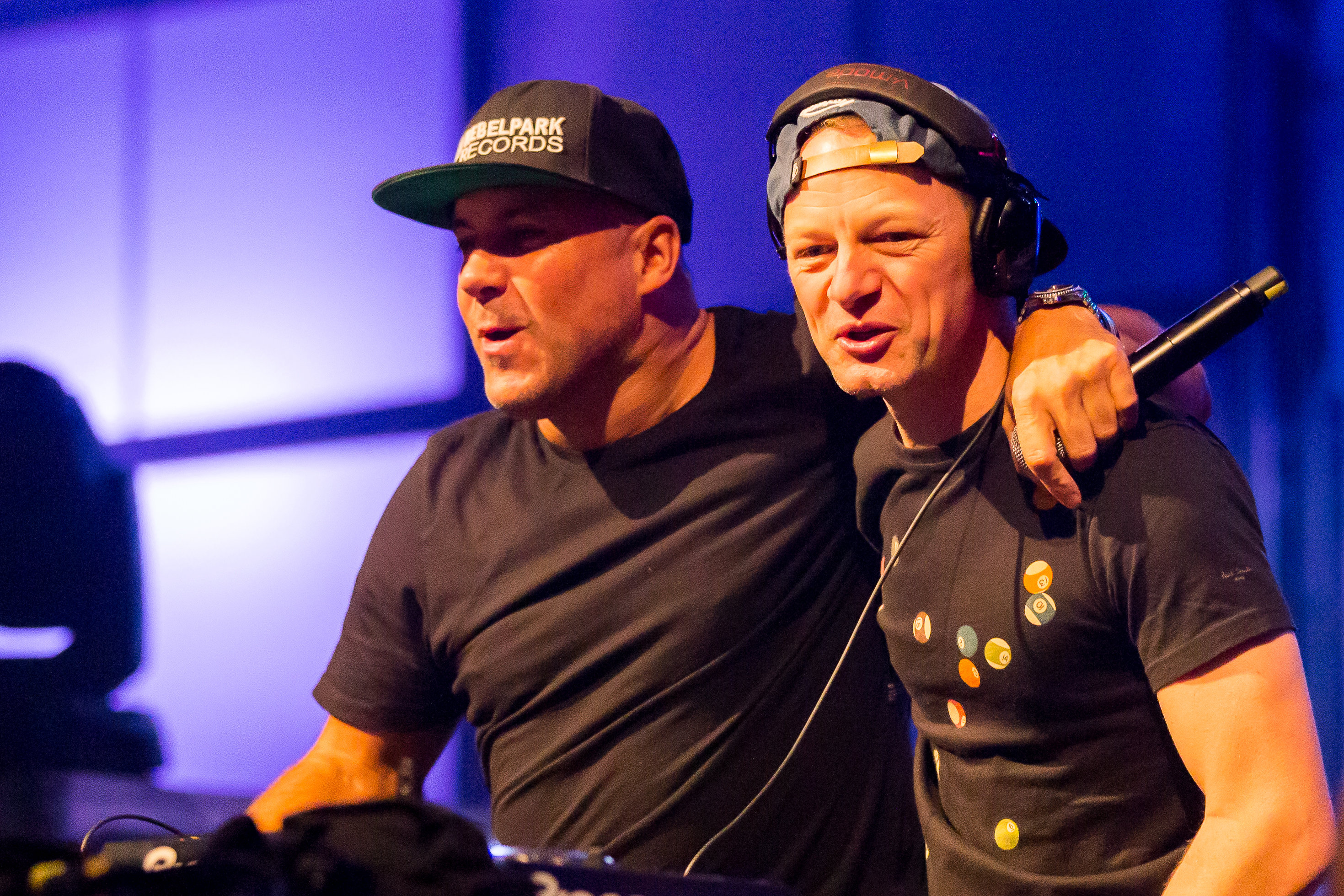
Charlie Lownoise & Mental Theo tijdens Die 90er - Live on Stage in Mannheim, Duitsland, 2015

In 1989 begon Ramon Roelofs als dj in een Haagse discotheek, waarna hij ging draaien op Mallorca. Zijn eerste echte succes was onder de naam R.J.'s Rule, toen hij een internationale hit scoorde met het nummer "Rave This Nation". Begin negentiger jaren ontmoette hij Theo Nabuurs (geboren te 's-Hertogenbosch) tijdens een Mallorca-reünie te Utrecht. Theo is diskjockey op Mallorca, zijn bijnaam krijgt hij vanwege zijn opvallende dansjes en striptease-act. Hij kent de muziek van Roelofs en wil graag met hem samenwerken. Binnen twee weken brengen ze hun eerste single uit. Beiden zijn betrokken bij het samenstellen en uitbrengen van de Thunderdome compilaties. Onder de naam 'Speedcity Tour' zijn ze een spraakmakende hardcore/gabber act.
In 1995 verscheen de succesvolste plaat van Charly Lownoise & Mental Theo, het met goud bekroonde "Wonderful Days". Ze gebruikten hierin een sample van "Help (Get me some help)" van Tony Ronald. Dit nummer bracht ze internationale bekendheid. In 1995 traden ze 320 keer op.
Het duo wil zich met de Depeche Mode-cover "I Just Can't Get Enough" meer van de happy hardcore verwijderen. Ze willen muziek uitbrengen met meer kalmte en melodie. De single is echter minder succesvol dan zijn voorgangers. Volgens het duo was happy hardcore over zijn hoogtepunt heen, en maakten ze op dat moment 'snelle, happy pop'.
Eind 2003 kwamen Charly Lownoise en Mental Theo weer bij elkaar om oude platen weer nieuw leven in te blazen. Ze brachten de single "Speedcity Radio Megamix" uit. Het duo zou dit vooral hebben gedaan omdat ze een nieuwe (Happy) Hardcore periode zagen ontstaan.
Mental Theo presenteerde een aantal jaar televisieprogramma's voor TMF onder titels als Mental Theo On the Road en de Mental Popquizz. Sinds januari 2003 deed hij dat elke dag. In 2005 stopte hij bij de zender, tijdens de TMF Awards 2005. Kort daarna is hij begonnen met het SBS6-programma MotorXperience en kreeg hij zijn eigen radioprogramma op nieuwkomer Slam!FM. Tegen de zomer verscheen zijn album Back Once Again. Charly Lownoise gaat na een korte rustpauze verder als dj (met name in Duitsland) en brengt samen met DJ Tibby (Pulsedriver) en Franky Tunes onder de naam Topmodelz de single "Strings of Infinity" uit. Met Pulsedriver en DJ Dennis (Deaz D) maakt hij een compilatie met Nederlandse en Duitse trance en hardhouse onder de titel Bitte Ein Beat. In 2002 heeft Charly Lownoise samen Franky Tunes de rave formatie Starsplash opgericht en hiermee 3 studioalbums en 1 mix album afgeleverd.
Een jaar later verhuist Nabuurs naar België, mede omdat zijn adres is bekendgemaakt in een schoolkrant. Door de grote populariteit van het duo heeft hij in zijn oude huis in Rosmalen geen rust meer. In 2003 stond Nabuurs op de kandidatenlijst van de Partij van de Toekomst voor de Tweede Kamer-verkiezingen. Hij wordt niet gekozen.
Charly Lownoise besluit, per januari 2005, voor een onbepaalde tijd te stoppen als dj voor een sabbatical. Hij heeft echter nog wel een paar keer op het podium gestaan voor bijzondere gelegenheden, zoals een benefietoptreden voor de Tsunami die Azië en Afrika in 2005 trof. Op Sensation Black (9 juli 2005) draaide hij samen met Deepack een paar platen.
Vanaf januari 2006 is Charly Lownoise weer begonnen met draaien in clubs, discotheken en op grote feesten. In maart 2006 was het duo weer samen op het hardcore-feest "Pandemonium" in de Amsterdam Studio's in Amsterdam. Een ander optreden was op 19 augustus 2006 op Decibel Outdoor in Hilvarenbeek. Door de stromende regen viel de apparatuur uit.
Charly Lownoise heeft een autobiografie geschreven. Het boek, Autobiografie van een DJ geheten, gaat over het succes en de schaduwkant van Roelofs periode als dj.
Charly Lownoise & Mental Theo staan anno 2008 weer samen achter de draaitafels.
In 2021 produceren ze voor de Nederlandse Loterij het nummer Koning Toto voor het Europees kampioenschap voetbal 2020. In de videoclip figureren Wesley Sneijder en Jack van Gelder.

## Discografie

### Albums
| Album met eventuele hitnotering(en) in de Nederlandse Album Top 100 | Datum van verschijnen | Datum van binnenkomst | Hoogste positie | Aantal weken | Opmerkingen |
| ------------------------------------------------------------------- | --------------------- | --------------------- | --------------- | ------------ | ----------- |
| Charlottenburg                                                      | 1995                  | 21-10-1995            | 9               | 24           | Goud        |
| Old School Hardcore                                                 | 1996                  | 27-04-1996            | 5               | 19           |             |
| On Air                                                              | 28-10-1996            | 02-11-1996            | 10              | 16           |             |
| Kiss Your Sweet Ears Goodbye                                        | 1998                  | -                     |                 |              |             |
| Speedcity                                                           | 2003                  | 13-12-2003            | 12              | 27           |             |
| Best of - Thank You Ravers                                          | 31-01-2005            | -                     |                 |              |             |
| The Best of - 25 Years Anniversary                                  | 2019                  | 09-02-2019            | 83              | 2            |             |

### Singles
| Single met eventuele hitnotering(en) in de Nederlandse Top 40 | Datum van verschijnen | Datum van binnenkomst | Hoogste positie | Aantal weken | Opmerkingen                             |
| ------------------------------------------------------------- | --------------------- | --------------------- | --------------- | ------------ | --------------------------------------- |
| Live at London                                                | 1994                  | 30-07-1994            | tip2            | -            | Nr. 38 in de Mega Top 50                |
| Wonderful Days                                                | 1995                  | 07-01-1995            | 2               | 13           | Nr. 2 in de Mega Top 50 / Goud          |
| Together in Wonderland                                        | 1995                  | 15-04-1995            | 4               | 9            | Nr. 4 in de Mega Top 50                 |
| The Bird                                                      | 1995                  | 22-04-1995            | 14              | 6            | Nr. 15 in de Mega Top 50                |
| Stars                                                         | 1995                  | 02-09-1995            | 2               | 10           | Nr. 2 in de Mega Top 50 / Alarmschijf   |
| This Christmas                                                | 1995                  | 16-12-1995            | 19              | 4            | Nr. 10 in de Mega Top 50                |
| Your Smile                                                    | 1996                  | 23-03-1996            | 3               | 11           | Nr. 3 in de Mega Top 50                 |
| Fantasy World                                                 | 1996                  | 22-06-1996            | 2               | 9            | Nr. 2 in de Mega Top 50                 |
| Hardcore Feelings                                             | 1996                  | 28-09-1996            | 2               | 10           | Nr. 2 in de Mega Top 50 / Goud          |
| Streetkids                                                    | 1996                  | 30-11-1996            | 6               | 8            | Nr. 6 in de Mega Top 50                 |
| Party                                                         | 1997                  | 15-02-1997            | 6               | 6            | Nr. 9 in de Mega Top 100 / Alarmschijf  |
| Just Can't Get Enough                                         | 1997                  | 05-07-1997            | 11              | 6            | Nr. 14 in de Mega Top 100 / Alarmschijf |
| Next 2 Me                                                     | 1998                  | 21-02-1998            | 16              | 5            | Nr. 17 in de Mega Top 100               |
| Girls                                                         | 2000                  | -                     |                 |              | Nr. 48 in de Mega Top 100               |
| Speedcity Megamix                                             | 2004                  | -                     |                 |              | Nr. 40 in de Single Top 100             |
| Wonderful Days 2.08                                           | 2007                  | 22-12-2007            | 27              | 5            | Nr. 23 in de Single Top 100             |
| Koning voetbal dit EK                                         | 2021                  | 05-06-2021            | tip19           | -            | met Wesley Sneijder                     |

| Single met hitnotering(en) in de Vlaamse Ultratop 50 | Datum van verschijnen | Datum van binnenkomst | Hoogste positie | Aantal weken | Opmerkingen |
| ---------------------------------------------------- | --------------------- | --------------------- | --------------- | ------------ | ----------- |
| Wonderful Days                                       | 1995                  | 18-02-1995            | 25              | 4            |             |

### NPO Radio 2 Top 2000
| Nummer met noteringen in de NPO Radio 2 Top 2000 | '15  | '16 | '17 | '18 | '19 | '20 | '21 | '22 | '23 | '24 |
| ------------------------------------------------ | ---- | --- | --- | --- | --- | --- | --- | --- | --- | --- |
| Wonderfull Days                                  | 1081 | 927 | 886 | 608 | 575 | 694 | 693 | 818 | 883 | 714 |

1. ↑  Een vetgedrukt getal geeft de hoogste notering aan.
2. ↑  2015 was het eerste jaar met een notering voor dit nummer.